# アウグスト・フリードリヒ・シェンク
アウグスト・フリードリヒ・シェンク（August Friedrich Albrecht Schenck、1828年4月23日 - 1901年1月1日）はドイツの画家である。動物画を得意とした。

## 略歴
当時デンマークの属領であったシュレースヴィヒ＝ホルシュタイン公国のグリュックシュタットで生まれた。若い時代は5年間、ドイツ、ロシア、ポルトガルで商売をした後、パリに移り、パリ国立高等美術学校のレオン・コニエの学生になった。27歳になった1855年に、パリ万国博覧会の展覧会に作品を出展し、1857年にシュレースヴィヒ＝ホルシュタインで開かれた展覧会にも出展した。動物画を描いて成功し、フランスの画家、ローザ・ボヌールとともに人気のある動物画家となった。
ワルシャワ生まれの女性と結婚し、1862年にフランス、ヴァル＝ドワーズ県のエクアンに住んだ。パリの北、20㎞あまりの村、エクアンはシャルル＝フランソワ・ドービニーやジャン＝バティスト・カミーユ・コロー、メアリー・カサットらが訪れて絵を描く場所となる村である。
動物画家として人気があり、多くの博物館に絵が買い上げられた。1885年にフランス政府からレジオンドヌール勲章（シュヴァリエ）を受勲した。エクアンのシェンクの邸のあった通りは、シェンクを記念してアウグスト・シェンク通りと改名された。

## 作品

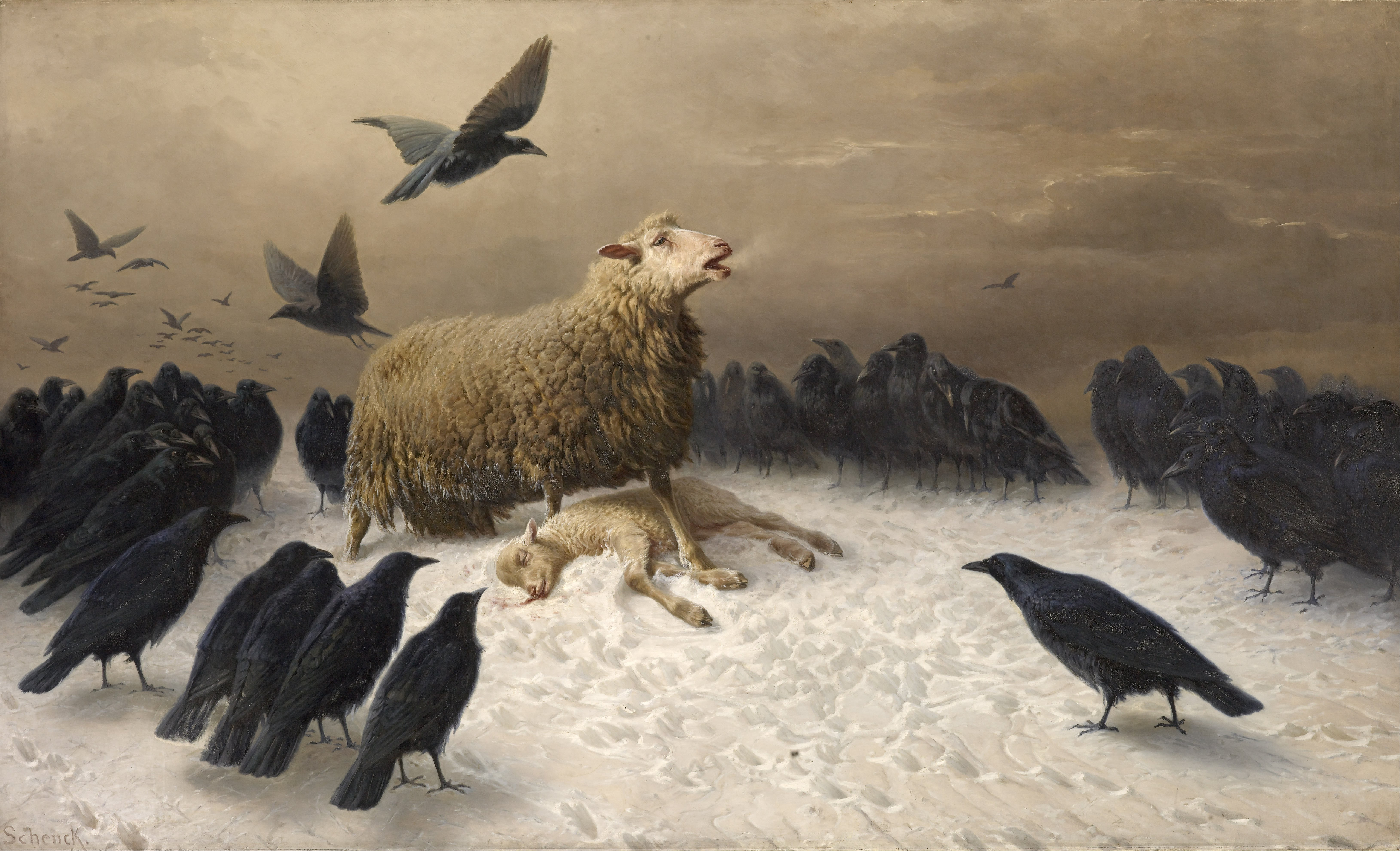
「苦しみ」(1876/1878)
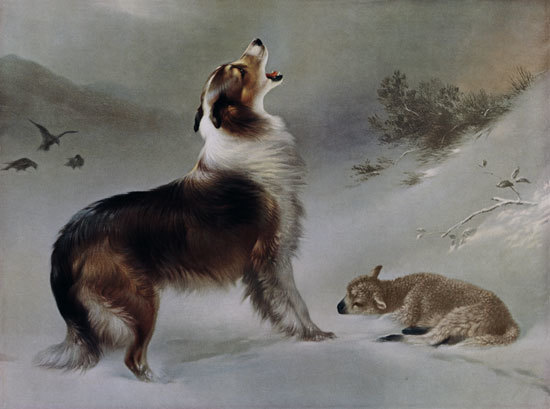
犬
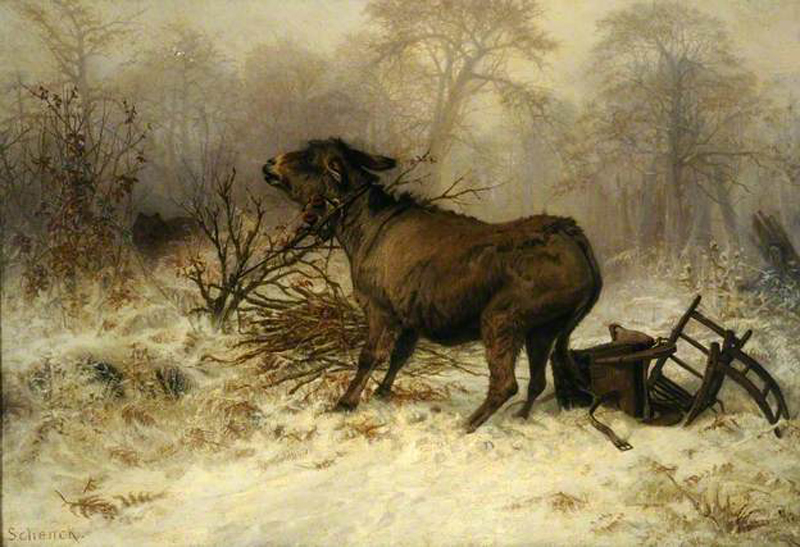
オオカミに驚くロバ